# Capitophorus rhamnoides
Capitophorus rhamnoides är en insektsart. Capitophorus rhamnoides ingår i släktet Capitophorus och familjen långrörsbladlöss. Inga underarter finns listade i Catalogue of Life.